# ATC N01 – Érzéstelenítők
Az ATC N01 – Érzéstelenítők a gyógyszerek anatómiai, gyógyászati és kémiai osztályozási rendszerének (ATC) egyik alcsoportja.
| ATC N   | Idegrendszer                   |
| ------- | ------------------------------ |
| ATC N01 | Érzéstelenítők                 |
| ATC N02 | Analgetikumok                  |
| ATC N03 | Antiepileptikumok              |
| ATC N04 | Parkinson-kór gyógyszerei      |
| ATC N05 | Pszicholeptikumok              |
| ATC N06 | Pszichoanaleptikumok           |
| ATC N07 | Idegrendszer egyéb gyógyszerei |

## N01A 	Általános érzéstelenítők

### N01AAÉterek
| ATC     | Magyar       | INN           | Gyógyszerkönyv               |
| ------- | ------------ | ------------- | ---------------------------- |
| N01AA01 | Dietil-éter  | Diethyl ether | Aether, Aether anaestheticus |
| N01AA02 | Divinil-éter | Divinyl ether |                              |

### N01ABHalogénezett szénhidrogének
| ATC     | Magyar        | INN               | Gyógyszerkönyv |
| ------- | ------------- | ----------------- | -------------- |
| N01AB01 | Halotán       | Halothane         | Halothanum     |
| N01AB02 | Kloroform     | Chloroform        |                |
| N01AB04 | Enflurán      | Enflurane         |                |
| N01AB05 | Triklóretilén | Trichloroethylene |                |
| N01AB06 | Izoflurán     | Isoflurane        | Isofluranum    |
| N01AB07 | Dezflurán     | Desflurane        |                |
| N01AB08 | Szevoflurán   | Sevoflurane       |                |

### N01AFBarbiturátok önmagukban
| ATC     | Magyar            | INN          | Gyógyszerkönyv                           |
| ------- | ----------------- | ------------ | ---------------------------------------- |
| N01AF01 | Metohexital       | Methohexital |                                          |
| N01AF02 | Hexobarbitál      | Hexobarbital | Hexobarbitalum                           |
| N01AF03 | Tiopentál-nátrium | Thiopental   | Thiopentalum natricum et natrii carbonas |

### N01AGBarbiturátok gyógyszerkombinációkban
| ATC     | Magyar        | INN           | Gyógyszerkönyv |
| ------- | ------------- | ------------- | -------------- |
| N01AG01 | Narkobarbitál | Narcobarbital |                |

### N01AHOpioid érzéstelenítők
| ATC     | Magyar                 | INN                    | Gyógyszerkönyv                   |
| ------- | ---------------------- | ---------------------- | -------------------------------- |
| N01AH01 | Fentanil               | Fentanyl               | Fentanylum                       |
| N01AH02 | Alfentanil             | Alfentanil             | Alfentanili hydrochloridum       |
| N01AH03 | Szufentanil            | Sufentanil             | Sufentanilum, Sufentanili citras |
| N01AH04 | Fenoperidin            | Phenoperidine          |                                  |
| N01AH05 | Anileridin             | Anileridine            |                                  |
| N01AH06 | Remifentanil           | Remifentanil           |                                  |
| N01AH51 | Fentanil kombinációban | Fentanil kombinációban |                                  |

### N01AX Egyéb általános érzéstelenítők
| ATC      | Magyar                                       | INN                                          | Gyógyszerkönyv                               |
| -------- | -------------------------------------------- | -------------------------------------------- | -------------------------------------------- |
| N01AX03  | Ketamin                                      | Ketamine                                     | Ketamini hydrochloridum                      |
| N01AX04  | Propanidid                                   | Propanidid                                   |                                              |
| N01AX05  | Alfaxalon                                    | Alfaxalone                                   |                                              |
| N01AX07  | Etomidat                                     | Etomidate                                    | Etomidatum                                   |
| N01AX10  | Propofol                                     | Propofol                                     | Propofolum                                   |
| N01AX11  | Hidroxivajsav                                | Hydroxybutyric acid                          |                                              |
| N01AX13  | Dinitrogén-oxid                              | Nitrous oxide                                | Dinitrogenii oxidum                          |
| N01AX14  | Eszketamin                                   | Esketamine                                   | Esketamini hydrochloridum                    |
| N01AX15  | Xenon                                        | Xenon                                        | Xenoni (Xe) solutio iniectabilis             |
| N01AX63  | Dinitrogén-oxid kombinációban                | Dinitrogén-oxid kombinációban                |                                              |
| QN01AX91 | Azaperon                                     | Azaperone                                    | Azaperonum ad usum veterinarium              |
| QN01AX92 | Benzokain                                    | Benzocaine                                   | Benzocainum                                  |
| QN01AX93 | Trikain mezilát                              | Tricaine mesilate                            |                                              |
| QN01AX99 | Egyéb általános érzéstelenítők kombinációban | Egyéb általános érzéstelenítők kombinációban | Egyéb általános érzéstelenítők kombinációban |

## N01B Helyi érzéstelenítők

### N01BA Amino-benzoesav-észterek
| ATC     | Magyar                | INN                   | Gyógyszerkönyv            |
| ------- | --------------------- | --------------------- | ------------------------- |
| N01BA01 | Metabutetamin         | Metabutethamine       |                           |
| N01BA02 | Prokain               | Procaine              | Procaini hydrochloridum   |
| N01BA03 | Tetrakain             | Tetracaine            | Tetracaini hydrochloridum |
| N01BA04 | Kloroprokain          | Chloroprocaine        |                           |
| N01BA05 | Benzokain             | Benzocaine            | Benzocainum               |
| N01BA52 | Prokain kombinációban | Prokain kombinációban |                           |

### N01BB Amidok
| ATC     | Magyar                   | INN                      | Gyógyszerkönyv                         |
| ------- | ------------------------ | ------------------------ | -------------------------------------- |
| N01BB01 | Bupivakain               | Bupivacaine              | Bupivacaini hydrochloridum             |
| N01BB02 | Lidokain                 | Lidocaine                | Lidocainum                             |
| N01BB03 | Mepivakain               | Mepivacaine              | Mepivacaini hydrochloridum             |
| N01BB04 | Prilokain                | Prilocaine               | Prilocainum, Prilocaini hydrochloridum |
| N01BB05 | Butanilikain             | Butanilicaine            |                                        |
| N01BB06 | Cinkokain                | Cinchocaine              | Cinchocaini hydrochloridum             |
| N01BB07 | Etidokain                | Etidocaine               |                                        |
| N01BB08 | Artikain                 | Articaine                | Articaini hydrochloridum               |
| N01BB09 | Ropivakain               | Ropivacaine              |                                        |
| N01BB10 | Levobupivakain           | Levobupivacaine          |                                        |
| N01BB20 | Kombinációk              | Kombinációk              |                                        |
| N01BB51 | Bupivakain kombinációban | Bupivakain kombinációban |                                        |
| N01BB52 | Lidokain kombinációban   | Lidokain kombinációban   |                                        |
| N01BB53 | Mepivakain kombinációban | Mepivakain kombinációban |                                        |
| N01BB54 | Prilokain kombinációban  | Prilokain kombinációban  |                                        |
| N01BB57 | Etidokain kombinációban  | Etidokain kombinációban  |                                        |
| N01BB58 | Artikain kombinációban   | Artikain kombinációban   |                                        |

### N01BCBenzoesav-észterek
| ATC     | Magyar | INN     | Gyógyszerkönyv         |
| ------- | ------ | ------- | ---------------------- |
| N01BC01 | Kokain | Cocaine | Cocaini hydrochloridum |

### N01BX Egyéb helyi érzéstelenítők
| ATC     | Magyar     | INN            | Gyógyszerkönyv |
| ------- | ---------- | -------------- | -------------- |
| N01BX01 | Klór-etán  | Ethyl chloride |                |
| N01BX02 | Diklonin   | Dyclonine      |                |
| N01BX03 | Fenol      | Phenol         | Phenolum       |
| N01BX04 | Kapszaicin | Capsaicin      |                |